# Берстратен, Ян Абрахам
Ян Абрахам Берстратен, также Иоаннес Авраам ван Беерстратен (нидерл. Jan Abrahamsz. Beerstraaten, Joannes, Johannis, Beerstraaten; 1 марта 1622, Амстердам — 1 июля 1666, Амстердам) — голландский рисовальщик и живописец-пейзажист и маринист Золотого века голландской живописи. Автор множества картин с морскими батальными сценами, большинство из которых посвящено первой англо-голландской и датско-шведской войнам. Берстратен изображал порты и городские пейзажи Амстердама, а также многие города и селения в Нидерландах. Он запечатлел замки, церкви и другие здания, которые больше не существуют. Его сыновья: Авраам и Антонио также стали живописцами.

## Биография
Ян Абрахам (Абрахамс) был сыном живописца и производителя шёлковых скатертей из дамаста Абрахама Берстратена, представителя большой семьи голландских художников, в которой по нидерландской традиции сыновей называли именем отца. Поэтому существует неясность в биографиях и атрибуции произведений как минимум четырёх художников по фамилии Берстратен: собственно Яна Абрахама, Иоаннеса, Авраама и Антонио.
В настоящее время RKD считает Яна и Иоаннеса одним и тем же лицом, а Авраам Берстратен, который специализировался на зимних пейзажах, считается его старшим сыном.
30 августа 1642 года 20-летний Ян Абрахам женился на Магдалене (Теунис) ван Бронкхорст, дочери мастера-мебельщика. В 1646 году он стал бюргером. У супругов было двенадцать детей: Aвраам (1643—1666), Якобеус (1644-?), Антонио (1646—1652 или 1665), Сара (1648), Даниель (1650), Йоханнес (1652—1667), Корнелия (1655), Maрия (1656), Якоб (1658—1711), Maгдалена (1660—1666), Даниель (1661—1718), Мария (1664).
В 1651 году Ян Абрахам купил новый дом в Розенграхте. 7 июля 1652 года он наблюдал за пожаром старой ратуши и создал на эту тему одну из своих лучших картин. В 1651 году он стал опекуном детей своего брата Даниэля, корабельного цирюльника, который жил напротив Бушуи и умер в Ост-Индии. В августе он купил дом за 3300 гульденов в конце Розенграхта. В 1658 году его соседями стали Рембрандт, Хендрикье Стоффелс и Титус ван Рейн. В 1662 году вместе со своим старшим сыном он отправился во Фрисландию, Гронинген и многие другие места в Голландии. В 1664 году его жена умерла после родов, а трое детей, вероятно, из-за эпидемии чумы. В мае 1665 года художник снова женился в церкви Слотердейка. 1 июля 1666 года Берстратен был похоронен в Вестеркерке; его вдова умерла через три недели после родов. Четверо детей были отправлены в приют; младшие сыновья выжили, один стал школьным учителем, а другой плотником.
Берстратен был учеником Питера Корнелиса ван Сеста; он владел собранием живописи, в котором были картины Филипса Вауэрмана, Питера де Хоха и Яна ван дер Хейдена, а также хранил большую коллекцию книг, согласно его инвентарю.

## Галерея
- Pуины Старой ратуши Амстердама после пожара 7 июля 1652 года. Между 1652 и 1666. Холст, масло. Рейксмюсеум, Амстердам
- Рынок в ден Боше. 1665. Холст, масло. Музей северного Брабанта, Хертогенбош
- Сражение у Шевенингена 31 July 1653. Ок. 1654. Холст, масло. Частное собрание
- Морское сражение у Терхейде. Между 1653 и 1666. Холст, масло. Рейксмюсеум, Амстердам
- Битва объединенного венецианского и голландского флотов с турками в заливе Фойя. 1649 год. 1656. Холст, масло. Рейксмюсеум, Амстердам
- Паалхёйс и Ньюве-Бруг в Амстердаме зимой. Между 1640 и 1666. Холст, масло. Исторический музей, Амстердам
- Зимний пейзаж с конькобежцами на льду рядом с замком Бюрен. Между 1622 и 1666. Холст, масло. Частное собрание
- Зимний пейзаж с санями, запряжёнными лошадьми, конькобежцами и игроками в гольф на замерзшем водном пути у ветряной мельницы, Амстердам и замёрзшая река за ней. Частное собрание